# Tracyho tygr
Novelu Tracyho tygr napsal William Saroyan roku 1951. Ve své autobiografii O neumírání popisuje, že novelu psal spolu s dalšími dvěma knihami v období velké finanční tísně a sám dopředu nevěděl, co z ní bude. Navzdory tomu se novela stala velmi populární a často je inspirací jiným umělcům.

## Příběh
Příběh je díky tygrovi hodně metaforický. Každý čtenář si jeho myšlenku vysvětlí trošku jinak.
Thomas Tracy si odnesl svého tygra ze setkání v ZOO s černým panterem ve svých 15 letech. Tygr není opravdové zvíře (ten panter v té ZOO taky zůstal). Více o tygrovi.
Mladík Thomas Tracy přijede ve svých 21 letech do New Yorku ze San Francisca. Dostane místo nosiče kávy ve skladech firmy Otto Seyfang na Warrenově ulici.
Po čtrnácti dnech práce ve skladech přišel Thomas za svým nadřízeným Valorou s žádostí o místo ochutnávače kávy. Ochutnávač kávy byla nejvyšší pozice, které šlo dosáhnout. Jiní na to místo čekali i 21 let. Thomas ale v rozhovoru s Valorou řekl, že nechce nikoho předběhnout ani nechce smrt nejstaršího ochutnávače Nimma, čímž by se jedno místo uvolnilo. Chce se po 14 dnech práce stát ochutnávačem, protože umí ochutnávat kávu. Když tohle všechno říkal, byl u něj jeho tygr. Proto se taky odvážil o to místo požádat. Jiní lidé, bez tygra, by se nezeptali. Tygr poté ale usnul, a proto Tracy ustoupil výhrůžce, že by taky mohl přijít o místo nosiče.
Jednou trávil Thomas s ochutnávači pauzu před sklady. Po Warrenově ulici šla dívka v přiléhavých žlutých šatech – Laura Luthyová. Tracyho tygr hlasitě zamručel, Tracy hlasitě zamručel. Dívka ho slyšela a skoro se usmála. Tracy si ji po pár dnech pozval na oběd. Na obědě se Tracyho tygr seznámil s Lauřinou tygřicí. Když se po obědě vrátili ke skladům, viděl je Nimmo, jak se drží za ruce. Řekl Tracymu, že chce žít alespoň tak dlouho, aby věděl jak to dopadne.
Laura žila s matkou Violou a otcem Oliverem. Matka byla velmi krásná a koketní. Mezí ní a dcerou panovala nenápadná řevnivost ve vzhledu. Viola se doma nudila, proto pravidelně každou neděli pořádala návštěvy a často mluvila o významných zajímavých lidech od filmu. Jednu neděli k nim přišel i Tracy. Viola poslala otce pro zmrzlinu. Dcera šla pro vysvědčení, kde měla špatně napsané jméno. Tracy zůstal sám s Violou, která měla krabici griliášových bonbónů. Tracy přijal každý bonbon, který mu nabídla, a když jich snědl šest, tak vstal a Violu políbil, aniž by pořádně věděl proč. Když se ji pokusil políbit podruhé, vrátila se Laura s vysvědčením. Lauřina tygřice zuřila a Tracyho tygr už někam utekl. Tracy odešel.
Další den čekal před sklady až zase půjde kolem. Nepřišla ten den ani žádný další.
Pět dní na to se Nimmo zeptal, jak se to mezi Tracym a Laurou vyvíjí. Tracy mu to řekl. Řekl mu taky, že za to podle něj mohou ty bonbony. Teď prostě udělá to, že se zase postaví před sklady a počká, až půjde kolem zase nějaká dívka jako Laura Luthyová. Podle Nimma ale žádná jiná taková dívka neexistuje. Další den Nimmo nepřišel do práce a den nato zemřel. Tracy dal v podniku výpověď a odjel z města.
Po šesti letech se Tracy vrátil do New Yorku. Sklady kávy Otto Seyfanga se staly Keeneyovými sklady nábytku. Tracy se s tygrem procházel po městě, když tu začali lidi kolem nich utíkat nebo se schovávat. Viděli Tracyho tygra a utíkali před ním. Pak přijela policie a tygra postřelila. Podařilo se mu ale utéci. Tracy byl zatčen.
Od policistů se Tracy dověděl, že jeho tygr je černý panter, který utekl z cirkusu. Následoval dlouhý výslech Tracyho psychiatrem, starým Dr. Pingitzerem. Na závěr Dr. Pingitzer prohlásí o Tracym, že je zdráv. Tomuto závěru ale neuvěří mladý Dr. Scatter a vlastním postupem dospěje k závěru, že Tracy patří do blázince.
Celý New York je mezitím vzhůru nohama. Tygr je stále na útěku, je na něj vypsána odměna 5000 $. Noviny píšou o Tracyho uzavření v bláznici. Začínají jít na odbyt plyšoví tygři.
V Bellevue, ústavu kam byl Tracy zavřen, drželi i Lauru. A ošetřoval tam Dr. Pingitzer. Laura Tracyho nepoznávala, byla zničená jako její tygřice, mluvila nesmysly.
Po Tracyho příchodu do Bellevue se začaly dít zajímavé věci. Pacienti se začali více scházet, občas i smát. Beznadějný stav Laury Luthyové se začal lepšit. Nikdo nechápal, co se to děje, doktoři se to snažili zastavit, ale nešlo jim to.
Do ústavu chodil za Tracym i policista Huzinga, který měl se svým nadřízeným Blythem případ na starosti. Huzinga uvěřil Tracymu, že jim dokáže tygra nalézt. A Huzinga o tom přesvědčil Blytha. Tracy chtěl zinscenovat Warrenovu ulici před šesti lety. Obnovily se sklady kávy se žoky, které bude Tracy nosit. Ve skladech byli i původní ochutnavači a Pingitzer. O půl jedné měla jít po Warrenově ulici Laura Luthyová. 

To všechno se tak udělalo a stalo. Když přišla Laura, objevil se i tygr. S ní a s Tracym přešli do prodejny obrazů, kde byla podle domluvy klec. Z prodejny vyšel jen Tracy a Laura. Když policisté, kteří celou akci sledovali, vešli do prodejny, žádné zvíře v ní nenalezli, klec byla prázdná.

## Tygr
Celou dobu tygr v knize vystupuje (a Tracy s ním tak jedná) jako černý panter. Je třeba to ale chápat pouze jako symbol. Tracyho tygr může být skutečný v okamžiku, kdy se Tracy vrátí do New Yorku. Avšak i to není jednoznačné. Tygra nelze jednoznačně pojmenovat, můžete si to ale představit jako lidské druhé já, které je energické, živelné, nespoutané konvencemi. Druhé já plné emocí. Většina lidí toto druhé já v sobě potlačuje.
Lidé mající tygra mohou být pro lidi nemající tygra:
- ohrožením (Valora)
- důvodem k zamyšlení a uznání (Otto Seyfang)
- důvodem lítosti, že (už) tygra nemá (Nimmo)
- důvodem k zamyšlení, jestli toho tygra taky nemám (Huzinga, Blyth)

Sám autor knihu končí slovy „… a tygr, jenž je láska“, čímž dává jednu z mnoha pravdivých odpovědí.

## Divadelní a hudební zpracování
Tracyho tygr byl několikrát divadelně zpracován. U nás ho hraje divadlo Na blízko ve dvou variantách. Normální a s překladem do znakového jazyka (každý herec má svého dvojníka, který všechna jeho slova překládá do znakového jazyka a zároveň je mu hereckým partnerem).
Tracyho tygr byl inspirací pro název hudební skupiny Laura a její tygři. Písničku s motivem Tracyho tygra mají ve svém repertoáru i zpěvačky Hana Zagorová (píseň Tygr z hotelu), Radůza, skupina Kryštof, folkrocková kapela Žamboši (píseň Co vteřinu) či pardubická pop punková kapela Vypsaná fiXa (píseň Tracy z demoalba Smutné a veselé vraždy) nebo projekt Psychedelic morning  (píseň My Laura).
Tracyho tygr vyšel i jako dramatizovaná audiokniha v obsazení Vojtěch Dyk, Martha Issová, Lukáš Hlavica, Jiří Lábus, Ivan Trojan, Josef Abrhám, Ilja Racek, Jiří Schmitzer, Arnošt Goldflam (Tympanum, 2010, dvě CD). V jiné, starší audioknize účinkuje Vlastimil Brodský (Audiostory, 1996, dvě MC).